# Capparis sikkimensis
Capparis sikkimensis là một loài thực vật có hoa trong họ Capparaceae. Loài này được Kurz mô tả khoa học đầu tiên năm 1874.